# Canton de Lapoutroie
Le canton de Lapoutroie est une ancienne division administrative française, située dans le département du Haut-Rhin, en région Grand Est. Le canton de Lapoutroie faisait partie de la deuxième circonscription du Haut-Rhin.
Il disparaît à l'occasion des élections départementales de 2015. Les communes qui le composaient rejoignent le canton de Ste Marie aux Mines
Le canton de Lapoutroie regroupait 5 communes :

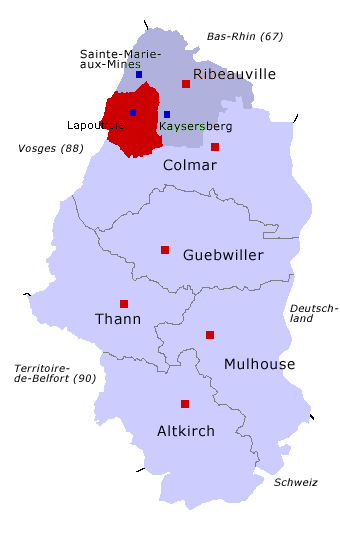
Représentation du canton de Lapoutroie au sein de l'arrondissement de Ribeauvillé et du département du Haut-Rhin.

- Le Bonhomme ;
- Fréland ;
- Labaroche ;
- Lapoutroie  (chef-lieu) ;
- Orbey.

## Administration

### Juges cantonaux
- 1957-1958 : Paul Haegel

### Conseillers généraux de 1833 à 1871 et de 1919 à 2015
| Période          | Période      | Identité                              | Étiquette                       | Qualité |
| ---------------- | ------------ | ------------------------------------- | ------------------------------- | --- |
| 1833             | 1839         | Jean Joseph Didierjean                |                                 | Propriétaire à Orbey |
| 1839             | 1848         | Jean Louis Maire                      |                                 | Propriétaire à La Poutroye, conseiller d'arrondissement                                                                                              |
| 1848             | 1867         | Jean Baptiste Charles Eugène Lefébure | Majorité dynastique             | Propriétaire-agriculteur et fabricant Maire d'Orbey Député (1852-1869)                                                                               |
| 1867             | 1871         | Léon Lefébure                         | Centre gauche puis Centre droit | Écrivain et journaliste Auditeur au Conseil d'État Député du Haut-Rhin (1869-1870) Député de la Seine (1871-1876) Sous-secrétaire d'Etat (1872-1874) |
|                  |              |                                       |                                 | |
| 1919             | 1925         | Paul-Emile Claudel (1873-1950)        | URD                             | Commerçant (producteur de fromages) Maire du Bonhomme                                                                                                |
| 1925             | 1933 (décès) | Eugène Didierjean (1867-1933)         | APNA Catholique national        | Propriétaire Maire d'Orbey (1925-1933), conseiller d'arrondissement                                                                                  |
| 1937             | 1940         | Edmond Loing (1895-1986)              | PSF                             | Employé à Lapoutroie, propriétaire à Hachimette |
|                  |              |                                       |                                 | |
| 1945             | 1951         | Jean Tempé                            | DVD                             | Notaire à Orbey |
| 1951             | 1964 (décès) | Jean-Baptiste Demangeat (1893-1964)   | CNIP                            | Cultivateur Maire de Lapoutroie (1959-1964) |
| 6 septembre 1964 | 1976         | René Schuster (1909-1978)             | UNR-UDR                         | Commerçant Maire d'Orbey (1959-1977) |
| 1976             | 1994         | Claude Didierjean                     | CD puis UDF                     | Directeur de l'hôpital intercommunal Fréland-Le Bonhomme Maire de Fréland                                                                            |
| 1994             | 2008         | Jean Schuster                         | DVD                             | Commerçant Maire d'Orbey (1989-2008) |
| 2008             | 2015         | Guy Jacquey                           | UMP                             | Ingénieur Maire d'Orbey depuis 2008 |

### Conseillers d'arrondissement (de 1833 à 1871 et de 1919 à 1940)
Le canton de Lapoutroie avait deux conseillers d'arrondissement à partir de 1919.
De 1833 à 1871, il appartenait à l'arrondissement de Colmar.
| Période                                  | Période | Identité                         | Étiquette                | Qualité |
| ---------------------------------------- | ------- | -------------------------------- | ------------------------ | --- |
| 1833                                     | 1839    | Jean Louis Maire                 |                          | Huissier royal à Lapoutroie                                                                                 |
| 1839                                     | 1845    | Jean Baptiste Didierjean         |                          | Propriétaire, maire d'Orbey                                                                                 |
| 1845                                     | 1848    | Eugène Jean Lefébure (1808-1874) |                          | Propriétaire agriculteur, fabricant de calicots, à Orbey                                                    |
|                                          |         |                                  |                          | |
| 1922                                     | 1940    | Xavier Antoine (1867-1946)       | APNA Catholique national | Propriétaite, marchand de bois à Hachimette, Président du Conseil d'arrondissement                          |
| 1922                                     | 1925    | Eugène Didierjean                |                          | Propriétaire à Orbey                                                                                        |
| 29 sept. 1925                            | 1934    | Camille Olry                     |                          | Entrepreneur à Labaroche                                                                                    |
| 1934                                     | 1940    | Camille Miclo                    | APNA Catholique national | Propriétaire à Orbey                                                                                        |
| 1940                                     |         |                                  |                          | Les conseils d'arrondissement ont été suspendus par la loi du 12 octobre 1940 et n'ont jamais été réactivés |
| Les données manquantes sont à compléter. |         |                                  |                          | |